# Driedaagse De Panne - Koksijde 1988
La Driedaagse De Panne - Koksijde 1988, dodicesima edizione della corsa, si svolse dal 29 al 31 marzo su un percorso di 554 km ripartiti in 3 tappe (la prima suddivisa in due semitappe), con partenza a Tielen e arrivo a De Panne. Fu vinta dal belga Eric Vanderaerden della squadra Panasonic-Isostar al suo terzo successo consecutivo, davanti all'australiano Allan Peiper e all'olandese Frans Maassen.

## Tappe
| Tappa  | Data     | Percorso                              | km  | Vincitore di tappa | Leader cl. generale |
| ------ | -------- | ------------------------------------- | --- | ------------------ | ------------------- |
| 1ª-1ª  | 29 marzo | Tielen > Herzele                      | 139 | Étienne De Wilde   | Étienne De Wilde    |
| 1ª-2ª  | 29 marzo | Herzele > Herzele (cron. individuale) | 17  | Eric Vanderaerden  | Eric Vanderaerden   |
| 2ª     | 30 marzo | Herzele > De Panne                    | 217 | Eric Vanderaerden  | Eric Vanderaerden   |
| 3ª     | 31 marzo | De Panne > De Panne                   | 181 | Hendrik Redant     | Eric Vanderaerden   |
| Totale | Totale   | Totale                                | 554 |                    |                     |

## Dettagli delle tappe

### 1ª tappa - 1ª semitappa
- 29 marzo: Tielen > Herzele – 139 km

| Pos. | Corridore          | Squadra    | Tempo    |
| ---- | ------------------ | ---------- | -------- |
| 1    | Étienne De Wilde   | Sigma-Fina | 3h35'34" |
| 2    | Eric Vanderaerden  | Panasonic  | s.t.     |
| 3    | Adrie van der Poel | PDM        | s.t.     |

| Pos. | Corridore        | Squadra    | Tempo |
| ---- | ---------------- | ---------- | ----- |
| 1    | Étienne De Wilde | Sigma-Fina |       |

### 1ª tappa - 2ª semitappa
- 29 marzo: Herzele > Herzele (cron. individuale) – 17 km

| Pos. | Corridore         | Squadra   | Tempo  |
| ---- | ----------------- | --------- | ------ |
| 1    | Eric Vanderaerden | Panasonic | 23'29" |
| 2    | Erich Mächler     | Carrera   | a 5"   |
| 3    | Allan Peiper      | Panasonic | s.t.   |

| Pos. | Corridore         | Squadra   | Tempo |
| ---- | ----------------- | --------- | ----- |
| 1    | Eric Vanderaerden | Panasonic |       |

### 2ª tappa
- 30 marzo: Herzele > De Panne – 217 km

| Pos. | Corridore         | Squadra    | Tempo    |
| ---- | ----------------- | ---------- | -------- |
| 1    | Eric Vanderaerden | Panasonic  | 5h41'08" |
| 2    | Eddy Planckaert   | ADR        | s.t.     |
| 3    | Étienne De Wilde  | Sigma-Fina | s.t.     |

| Pos. | Corridore         | Squadra   | Tempo |
| ---- | ----------------- | --------- | ----- |
| 1    | Eric Vanderaerden | Panasonic |       |

### 3ª tappa
- 31 marzo: De Panne > De Panne – 181 km

| Pos. | Corridore          | Squadra  | Tempo    |
| ---- | ------------------ | -------- | -------- |
| 1    | Hendrik Redant     | Isoglass | 4h58'34" |
| 2    | Adrie van der Poel | PDM      | s.t.     |
| 3    | Eddy Planckaert    | ADR      | s.t.     |

| Pos. | Corridore         | Squadra     | Tempo     |
| ---- | ----------------- | ----------- | --------- |
| 1    | Eric Vanderaerden | Panasonic   | 14h33'25" |
| 2    | Allan Peiper      | Panasonic   | a 31"     |
| 3    | Frans Maassen     | Superconfex | a 53"     |

## Classifiche finali

### Classifica generale
| Pos. | Corridore          | Squadra     | Tempo     |
| ---- | ------------------ | ----------- | --------- |
| 1    | Eric Vanderaerden  | Panasonic   | 14h33'25" |
| 2    | Allan Peiper       | Panasonic   | a 31"     |
| 3    | Frans Maassen      | Superconfex | a 53"     |
| 4    | Jelle Nijdam       | Superconfex | a 54"     |
| 5    | Erich Mächler      | Carrera     | a 1'03"   |
| 6    | John Talen         | Panasonic   | a 1'07"   |
| 7    | Étienne De Wilde   | Sigma-Fina  | a 1'13"   |
| 8    | Adrie van der Poel | PDM         | a 1'15"   |
| 9    | Andreas Kappes     | Toshiba     | a 1'17"   |
| 10   | Herman Frison      | Roland      | a 1'25"   |